# Personalizace politické komunikace
Personalizace politické komunikace je proces, jehož výsledkem je změna vnímání tradičních politických aktérů. Jedná se o přesouvání zájmu od skupiny, tj. politické strany, k jednotlivcům, tj. k politikům. Personalizace se dělí na „individualizaci“ a „privatizaci“. Proces personalizace je spojován s nárůstem využívání televize a nových medií.

## Individualizace
Individualizace je popisována jako proces, během kterého se jednotliví politici dostávají do středu zájmu médií na úkor politických stran. Lze také hovořit o centralizované a decentralizované personalizaci, kde centralizovaná forma vyzdvihuje lídra politické strany a decentralizovaná forma naopak ostatní členy. Je možné se také setkat s pojmem prezidencializace, jež je individualizací zaměřenou právě na lídry.

## Privatizace
Za privatizaci je považováno přesouvání mediálního zájmu od politika jako aktéra ve veřejné roli k politikovi jako běžnému člověku. Jinými slovy dochází k upírání mediální pozornosti na osobnostní charakteristiky a osobní život jednotlivých politiků. Politik je pak prezentován jako otec, manžel, milovník hudby, atp.. Prezentace sourkomého života politika může mít i dopady na vnímání jeho politické osobnosti, kdy politik podvádějící svou manželku bude spíše vypadat jako nedůvěryhodná osobnost pro působení v politické sféře.